# Коннелл, Кевон
Кевон Коннелл (англ. Kevaughn Connell; род. 23 июля 1983 года, Сан-Фернандо, Тринидад и Тобаго) — тринидадский футболист, полузащитник.

## Карьера
Начинал свою карьеру в местном клубе «Джо Паблик». В 2006 году Коннелл переехал в Европу, где подписал контракт с клубом третьего по силе дивизиона Франции «Канн». Через год он перешёл в другую французскую команду «Санноис Сен-Гратьян».
Через два года после возвращения на родину Коннелл предпринял ещё одну попытку заиграть в иностранном первенстве. В 2010 году он попал в коллектив китайской Суперлиги «Наньчан Баи Хэнъюань». Тем самым, полузащитник стал первым тринидадским легионером в истории элитного дивизиона Поднебесной. Однако за команду он провел только одну игру, после чего Коннелл вернулся на родину. Там он выступал за одни из сильнейших клубов страны «Сан-Хуан Джаблоти», «Норт-Ист Старз» и «Сентрал».
С 2008 по 2011 год полузащитник вызывался в сборную Тринидада и Тобаго, за которую он провел 6 игр.

## Достижения
- Обладатель Кубка Тринидада и Тобаго (1): 2005.